# Stahorșciîna, Novhorod-Siverskîi
Stahorșciîna (în ucraineană Стахорщина) este un sat în comuna Kirove din raionul Novhorod-Siverskîi, regiunea Cernihiv, Ucraina.

## Demografie
Componența lingvistică a localității Stahorșciîna
     Ucraineană (97,85%)
     Rusă (2,15%)
Conform recensământului din 2001, majoritatea populației localității Stahorșciîna era vorbitoare de ucraineană (97,85%), existând în minoritate și vorbitori de rusă (2,15%).